# Sphingonotus candidus
Sphingonotus candidus är en insektsart som beskrevs av Costa, A. 1888. Sphingonotus candidus ingår i släktet Sphingonotus och familjen gräshoppor.

## Underarter
Arten delas in i följande underarter:
- S. c. lusitanicus
- S. c. candidus